# Nymphon petri
Nymphon petri är en havsspindelart som beskrevs av Turpaeva, E.P. 1993. Nymphon petri ingår i släktet Nymphon och familjen Nymphonidae. Inga underarter finns listade i Catalogue of Life.